# Eddie Reddemann
Eddie Reddemann (* 23. Oktober 2003 in Köln) ist ein deutscher Leichtathlet.

## Karriere
Mit der 4-mal-100-Meter-Staffel belegte Reddemann Platz vier bei den Deutschen Meisterschaften 2022.
2023 gewann er die Bronzemedaille bei den Deutschen Hallenmeisterschaften über 200 Meter.
2024 wurde Reddemann Deutscher Meister über 200 Meter.